# Dolce, vecchia canzone di morte
Dolce, vecchia canzone di morte (Death's old sweet song) è un romanzo giallo del 1946 scritto da Jonathan Stagge (pseudonimo dei due giallisti già operanti come Patrick Quentin); è l'ottavo con protagonisti il dottor Hugh Westlake e sua figlia Dawn.

## Trama
Il dottor Westlake e sua figlia Dawn sono in vacanza da Kenmore nella vicina Skipton. La celebrità locale è la ricca vedova Ernesta Bray, che tiene abitualmente salotto con i suoi compaesani; la donna è momentaneamente assente per dei controlli medici a New York, e a svolgere le sue mansioni è la figlia Lorie, molto più impacciata. Ha coinvolto i suoi ospiti in un pic nic, la cui atmosfera sembra un po' cupa, e di certo non aiuta la piccola Dawn che si è fissata con una vecchia ballata che descrive una serie di omicidi.
Quando il maltempo costringe ad interrompere il pic nic, gli ospiti si affrettano verso casa: arrivati lì, scoprono che all'appello mancano due bambini, i pestiferi gemelli White. Gli adulti escono a cercarli, e li trovano presto in uno stagno, uccisi da un colpo alla testa...come nella prima strofa della ballata! E a questo primo inspiegabile omicidio, ne segue un secondo e poi un terzo, e tutti secondo le strofe della ballata. È chiaro che qualcuno la sta mettendo in pratica. E se non è un pazzo, è per forza uno degli ospiti di quel pic nic! Ma quale di loro? E quale motivazione ha per i suoi delitti?
Toccherà ovviamente al dottor Westlake scoprirlo, prima che la catena di omicidi si allunghi troppo...

## Personaggi principali
- Hugh Westlake, medico di Kenmore
- Dawn Westlake, sua figlia
- Ispettore Cobb, della polizia di Grovestown
- Ernesta Bray, ricca vedova
- Lorie Bray, sua figlia
- Phoebe Stone, sorella di Ernesta
- Caleb Stone, marito di Phoebe
- Hilary Jessup, reverendo
- Love Drummond, organista
- Billy e Bobby White, gemelli nipoti della signorina Drummond
- Mabel Raynor, scrittrice di gialli con lo pseudonimo di Avril Lane
- George Raynor, suo marito
- Renton Forbes, amico di casa Bray

## Edizioni italiane
- Antico canto di morte, collana Amena, Garzanti Editore, 1950.
- Dolce, vecchia canzone di morte, traduzione di Marcella Dallatorre, collana I classici del Giallo Mondadori n. 206, Arnoldo Mondadori Editore, dicembre 1974, pp. 221.
- Dolce, vecchia canzone di morte, traduzione di Marcella Dallatorre, in Melodie di morte, collana Gli speciali del Giallo Mondadori n. 71, Arnoldo Mondadori Editore, dicembre 2013.